# Centro de Energia Eólica Alta
O Alta Wind Energy Center (AWEC), também conhecido como Mojave Wind Farm, é o terceiro maior projeto de energia eólica onshore do mundo. O Alta Wind Energy Center é um parque eólico localizado em Tehachapi Pass, no Condado de Kern, Califórnia. Em 2022, é o maior parque eólico dos Estados Unidos, com uma capacidade instalada combinada de 1550 MW. O projeto, que está sendo desenvolvido perto do Parque eólico Tehachapi Pass—local dos primeiros parques eólicos de grande escala instalados nos Estados Unidos nas décadas de 1970 e 1980 — é "uma poderosa ilustração do tamanho e escopo crescentes dos projetos eólicos modernos".
A Southern California Edison concordou com um contrato de compra de energia de 25 anos para a energia produzida como parte dos contratos de compra de energia para até 1.500 MW ou mais de energia gerada a partir de novos projetos a serem construídos na área de Tehachapi. O projeto "reduzirá as emissões de dióxido de carbono em mais de 5,2 milhões de toneladas métricas, o que equivale a tirar 446.000 carros das ruas". Um total de 3000 MW está planejado.
O parque eólico foi desenvolvido pela Terra-Gen Power que fechou um contrato de US$ 1,2 bilhões de acordo de financiamento em julho de 2010 com parceiros que incluíam Citibank, Barclays Capital e Credit Suisse. Depois de muitos atrasos, a primeira fase começou a ser construída em 2010. Financiamento para fases adicionais de US$ 650 milhões foi garantido em abril de 2012. A construção do Centro de Energia Eólica de Alta deverá criar mais de 3.000 empregos domésticos de fabricação, construção e manutenção e contribuem com mais de um bilhão de dólares para a economia local.

## História

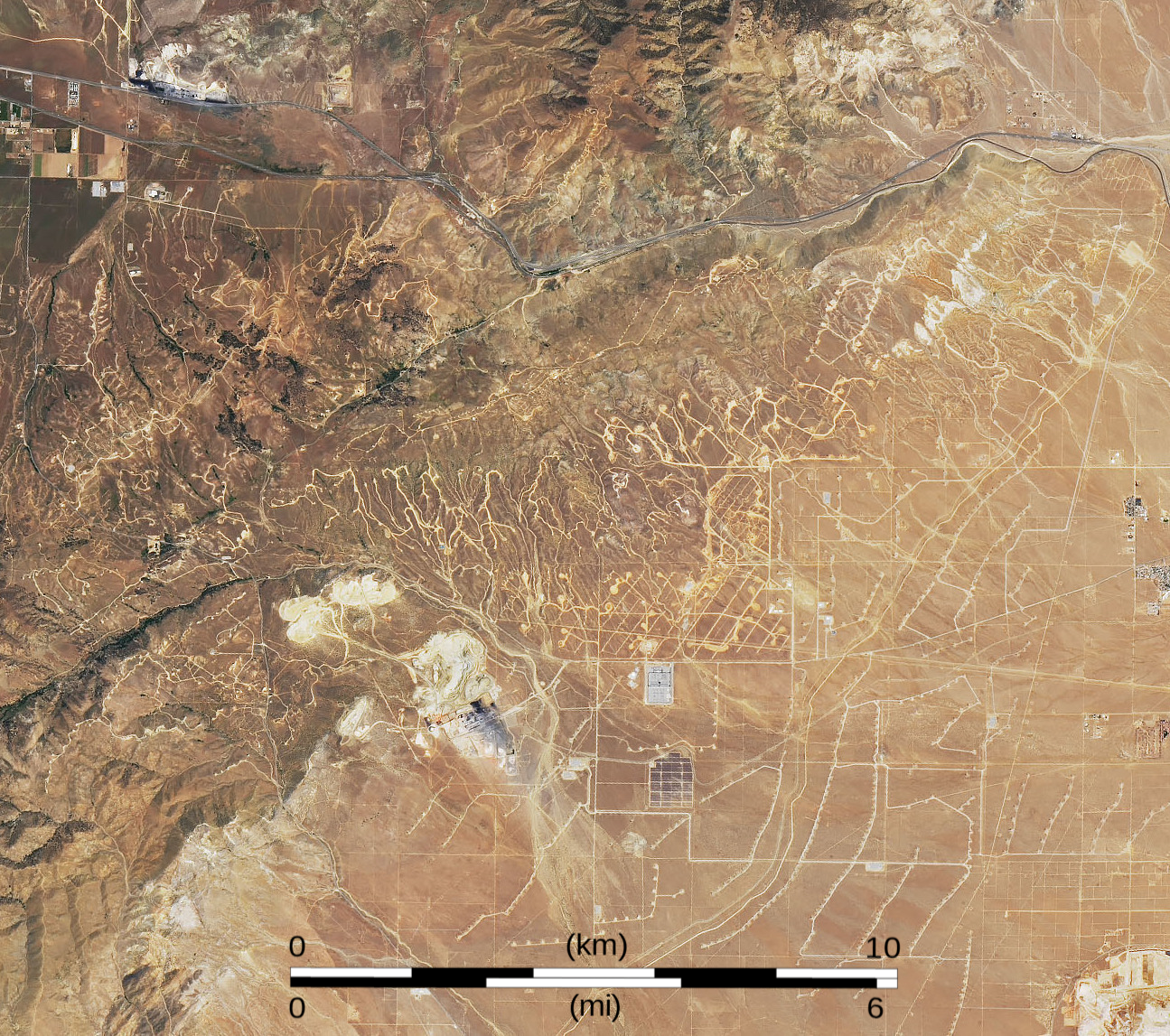
Alta Wind Energy Center e parque eólico Tehachapi Pass do espaço, 2019

O plano original "Alta-Oak Creek Mojave Project" consistia em até 320 turbinas eólicas ocupando uma 36 km² enquanto produz 800 MW de potência.
O Projeto Alta-Oak Creek Mojave geralmente está localizado no lado sul da Oak Creek Road, começando a alguns quilômetros a oeste da rota estadual 14 em Mojave e continuando para o oeste ao longo da Oak Creek Road até o lado oeste de Tehachapi-Willow Springs Estrada.

## Produção de eletricidade
| Ano                             | Alta I 150 MW                   | Alta II 150 MW                  | Alta III 150 MW                 | Alta IV 102 MW                  | Alta V 168 MW                   | Alta VI 150 MW                  | Alta VII 168 MW                 | Alta VIII 150 MW                | Alta IX 132 MW                  | Alta X 138 MW                   | Alta XI 90 MW                   | Total Anual MW·h |
| ------------------------------- | ------------------------------- | ------------------------------- | ------------------------------- | ------------------------------- | ------------------------------- | ------------------------------- | ------------------------------- | ------------------------------- | ------------------------------- | ------------------------------- | ------------------------------- | ---------------- |
| 2011                            | 395,703                         | 336,193                         | 364,270                         | 149,373                         | 239,021                         | -                               | -                               | -                               | -                               | -                               | -                               | 1,484,560        |
| 2012                            | 353,793                         | 296,135                         | 318,407                         | 150,322                         | 243,738                         | 181,718                         | 18,115                          | -                               | 12,689                          | -                               | -                               | 1,574,917        |
| 2013                            | 398,985                         | 348,908                         | 361,051                         | 178,777                         | 283,238                         | 302,869                         | 363,653                         | 285,358                         | 258,485                         | -                               | -                               | 2,781,324        |
| 2014                            | 403,255                         | 328,958                         | 349,245                         | 168,320                         | 269,901                         | 304,728                         | 365,507                         | 282,719                         | 255,597                         | 328,080                         | 249,985                         | 3,306,295        |
| 2015                            | 341,120                         | 279,829                         | 300,282                         | 134,744                         | 220,012                         | 252,832                         | 288,517                         | 231,524                         | 202,586                         | 309,408                         | 222,142                         | 2,782,996        |
| 2016                            | 413,363                         | 360,216                         | 380,465                         | 183,393                         | 293,378                         | 314,587                         | 346,699                         | 294,789                         | 250,438                         | 364,926                         | 276,368                         | 3,478,622        |
| 2017                            | 366,518                         | 325,932                         | 350,502                         | 162,752                         | 263,466                         | 289,326                         | 319,578                         | 251,380                         | 230,440                         | 340,379                         | 248,865                         | 3,149,138        |
| 2018                            | 399,302                         | 349,772                         | 361,029                         | 178,715                         | 284,839                         | 303,482                         | 339,370                         | 270,077                         | 244,263                         | 373,532                         | 261,386                         | 3,365,767        |
| 2019                            | 366,019                         | 366,720                         | 261,255                         | 150,299                         | 311,896                         | 264,116                         | 275,335                         | 237,117                         | 203,749                         | 366,641                         | 246,686                         | 3,049,833        |
| Produção média (anos 2014-2019) | Produção média (anos 2014-2019) | Produção média (anos 2014-2019) | Produção média (anos 2014-2019) | Produção média (anos 2014-2019) | Produção média (anos 2014-2019) | Produção média (anos 2014-2019) | Produção média (anos 2014-2019) | Produção média (anos 2014-2019) | Produção média (anos 2014-2019) | Produção média (anos 2014-2019) | Produção média (anos 2014-2019) | 3,188,775        |